# Ole Iversen
Ole Iversen (Sarpsborg, Østfold, 21 de febrer de 1884 – Sarpsborg, 9 de març de 1953) va ser un gimnasta noruec que va competir a principis del segle xx.
El 1908 va prendre part en els Jocs Olímpics de Londres, on va guanyar la medalla de plata en la prova del concurs complet per equips, com a membre de l'equip noruec. Aquell mateix any també disputà el concurs complet individual, però es desconeix la posició final en què acabà.